# 小行星15042
小行星15042（15042 Anndavgui）是一颗绕太阳运转的小行星，为主小行星带小行星。该小行星于1998年12月14日发现。

## 轨道参数
小行星15042的轨道半长轴为3.1138360 UA，离心率为0.316。